# Castello Doria (Angri)
Il Castello Doria è situato nella città di Angri, una cittadina in provincia di Salerno. È un castello appartenuto alla famiglia Doria, la quale nel Seicento ha acquistato il feudo ‘Angri’
per la considerevole somma di 40.100 ducati. Nel 1908 la famiglia Doria ha venduto il castello, inclusa la villa, all’amministrazione comunale per 90.000 lire. 

## Storia

### La fondazione del castello Doria
Nel 1290 Carlo II D’Angiò assegnò questa fortezza a Pietro De Braheriis. Durante la lotta per la successione al trono di Napoli contro gli Aragonesi, la fortezza subì degli assedi, tra cui quello condotto da Forte Braccio da Montone, che bruciò la torre della fortezza. La torre maggiore del castello, detta il mastio, è la parte più antica, che a giudicare dal materiale (tufo dolce e duro, cocci di cotto, selce e sarnide) e dall’imponente, alta, ampia e circolare forma architettonica, risale probabilmente all’epoca romana. Successivamente, nel 1600, Marcantonio Doria restaurò il castello e lo fece adattare a una dimora principesca. Infatti, fu alleggerito dalle possenti strutture dall’aspetto medievale; fu adeguato all’altezza della torre maggiore e circondato da un incantevole parco, nel quale sono presenti ricche aiuole con alberi secolari. L’ingresso presenta decorazioni neoclassiche e al centro si trova una collinetta artificiale, dove è presente una grotta.

### Il castello viene rimodernato sotto i principi Doria
Il castello-fortezza venne ampiamente ristrutturato e rimodernato per volere del principe Marcantonio Doria, dall'architetto Antonio Francesconi.

### La nuova funzione del castello divenuto sede del comune di Angri
Nel 1908, in seguito, il sindaco Antonio Adinolfi acquistò il castello e lo utilizzò come municipio e carcere. Il parco è stato adibito a villa comunale; l’aia della corte, utilizzata dai contadini per stendervi il grano dopo il raccolto, fu messa a disposizione per la costruzione del Monumento ai caduti.

### Danni strutturali arrecati dal terremoto del 1980
Il terremoto dell'Irpinia del 23 novembre 1980 rese il castello inaccessibile e quattro anni più tardi, dopo il restauro, è tornato a essere la sede del municipio. 

### Progetto di riqualificazione del castello
Il castello Doria è stato completamente ristrutturato dagli anni inizio 2018 prima parte dell'anno 2022.

### La nuova funzione a museo cittadino
È in corso un nuovo progetto comunale per la riconversione dell'intera struttura a museo aperto al pubblico.

## Struttura
Il castello, circondato da un fossato, è diviso in tre parti con due torri, un cortile d’ingresso e uno scalone stile settecentesco. È presente una facciata con una torre circolare, fornita di merli. Dal Chiostro si accede alla sala Castri, alla sala del castello del Signore della Terra e alle sedi del Governatore e del custode della fortezza e delle carceri. Il chiostro fu adattato al grandioso atrio, con annesso cancello di ferro su cui è presente l’aquila dei Doria. Dall’atrio, per una scala che si apre ad ali di falco, si accede alla torre maggiore e al piano nobile del castello. Il palazzo settecentesco dei Doria è stato progettato dall’architetto Francesconi.